# Grönländische Fußballmeisterschaft 1980
Die Grönländische Fußballmeisterschaft 1980 war die 18. Spielzeit der Grönländischen Fußballmeisterschaft.
Meister wurde zum dritten Mal innerhalb von vier Jahren N-48 Ilulissat.

## Teilnehmer
Es sind lediglich die Teilnehmer der Schlussrunde bekannt. Dies waren:
- N-48 Ilulissat
- CIF-70 Qasigiannguit
- SAK Sisimiut
- NÛK
- Nagtoralik Paamiut
- K-33 Qaqortoq

## Modus
Der Modus der Qualifikationsrunde ist unbekannt. Erstmals qualifizierten sich sechs Mannschaften für die in Qaqortoq ausgetragene Schlussrunde, die in zwei Dreiergruppen eingeteilt wurden. Anschließend wurde im K.-o.-System der Meister ausgespielt. Dieser Modus ist in etwa der bis heute angewendete.

## Ergebnisse

### Vorrunde
Gruppe 1
| Pl. | Verein               | Sp. | S | U | N | Tore    | Punkte |
| --- | -------------------- | --- | - | - | - | ------- | ------ |
| 1.  | N-48 Ilulissat       | 2   | 1 | 1 | 0 | 005:200 | 03     |
| 2.  | CIF-70 Qasigiannguit | 2   | 1 | 0 | 1 | 002:300 | 02     |
| 3.  | Nagtoralik Paamiut   | 2   | 0 | 1 | 1 | 002:400 | 01     |

| Datum          |                      | Ergebnis |                    | Ort      |
| -------------- | -------------------- | -------- | ------------------ | -------- |
| 30. Juli 1980  | CIF-70 Qasigiannguit | 2:0      | Nagtoralik Paamiut | Qaqortoq |
| 31. Juli 1980  | CIF-70 Qasigiannguit | 0:3      | N-48 Ilulissat     | Qaqortoq |
| 1. August 1980 | Nagtoralik Paamiut   | 2:2      | N-48 Ilulissat     | Qaqortoq |

Gruppe 2
| Pl. | Verein        | Sp. | S | U | N | Tore    | Punkte |
| --- | ------------- | --- | - | - | - | ------- | ------ |
| 1.  | SAK Sisimiut  | 2   | 1 | 1 | 0 | 003:200 | 03     |
| 2.  | NÛK           | 2   | 1 | 0 | 1 | 006:400 | 02     |
| 3.  | K-33 Qaqortoq | 2   | 0 | 1 | 1 | 003:600 | 01     |

| Datum          |               | Ergebnis |               | Ort      |
| -------------- | ------------- | -------- | ------------- | -------- |
| 30. Juli 1980  | NÛK           | 5:2      | K-33 Qaqortoq | Qaqortoq |
| 31. Juli 1980  | NÛK           | 1:2      | SAK Sisimiut  | Qaqortoq |
| 1. August 1980 | K-33 Qaqortoq | 1:1      | SAK Sisimiut  | Qaqortoq |

### Platzierungsspiele
Halbfinale
| Datum          |                | Ergebnis |                      | Ort      |
| -------------- | -------------- | -------- | -------------------- | -------- |
| 3. August 1980 | N-48 Ilulissat | 3:1      | NÛK                  | Qaqortoq |
| 3. August 1980 | SAK Sisimiut   | 3:0      | CIF-70 Qasigiannguit | Qaqortoq |

Spiel um Platz 5
| Datum          |               | Ergebnis              |                    | Ort      |
| -------------- | ------------- | --------------------- | ------------------ | -------- |
| 4. August 1980 | K-33 Qaqortoq | 2:2 n. V. (5:4 i. E.) | Nagtoralik Paamiut | Qaqortoq |

Spiel um Platz 3
| Datum          |                      | Ergebnis |     | Ort      |
| -------------- | -------------------- | -------- | --- | -------- |
| 5. August 1980 | CIF-70 Qasigiannguit | 2:0      | NÛK | Qaqortoq |

Finale
| Datum          |              | Ergebnis                    |                | Ort      |
| -------------- | ------------ | --------------------------- | -------------- | -------- |
| 5. August 1980 | SAK Sisimiut | 2:2 n. V. (1:1) (4:5 i. E.) | N-48 Ilulissat | Qaqortoq |